# عباس خان (مقاطعة دورة)
عباس‌خان (بالفارسية: عباس‌خان) هي قرية تقع في قسم كشكان الريفي (مقاطعة دورة) في إيران. يقدر عدد سكانها بـ 0 نسمة بحسب إحصاء 2016.